# Верила (железопътна спирка)
Вижте пояснителната страница за други значения на Верила.
Верила е железопътна спирка на железопътна линия № 1 по направлението София - Пловдив. Разположена е между гарите Казичене и Елин Пелин. Намира се в непосредствена близост до пътя, свързващ Равно поле с автомагистрала „Тракия“ и Лозен.
На спирката се намира предприятие за битова химия „Верила“. То е основано през 1950 г. и произвежда химически продукти за промишлеността и бита. През 1998 г. предприятието е приватизирано.

## Движение на влакове
Спирката се обслужва само от пътнически влакове – девет до София и осем до Пловдив, от които само два са директни.